# Докієн Віктор Борисович
Докієн Віктор Борисович — українській хірург, заступник головного лікаря медичної частини Хмельницького обласного госпіталю інвалідів Другої Світової війни. Лікар вищої категорії з хірургії та з організації і управління охороною здоров'я. Член асоціації судинних хірургів та ангіологів України.

## Біографія
Народився 2 січня 1958 року в с. Рухотин Хотинського району Чернівецької області у родині колгоспника Докієна Бориса Микитовича та вчительки Більської Станіслави Миколаївни.
У 1972 році Віктор Борисович закінчив Рухотинську восьмирічну школу та вступив на фельдшерське відділення Новоселицького медичного училища Чернівецької області.
З 1976 р. В. Б. Докієн працював фельдшером в село Веринчанка Заставнівського району Чернівецької області. А 1977 році був призваний до лав Радянської армії.
По закінченні військової служби 1979 році розпочав навчання на лікувальному факультеті Чернівецького медичного Інституту, завдяки вмінню комплексно розподіляти час Віктор Борисович вдало поєднував заняття в інституті з роботою в торакальному відділенні Чернівецькій обласній лікарні.
По завершенню навчання з 1985 р. по 1986 р. — лікар-інтерн хірургічного відділення Кам'янець-Подільської міської лікарні Хмельницької області.
Згодом почав працювати у Чорноострівській районній лікарні Хмельницької області [Архівовано 14 липня 2014 у Wayback Machine.], де він працює майже вісім років завідувачем хірургічного відділення.
У 1994—1996 рр. проходив-навчання в клінічній ординатурі за спеціальністю хірургія Вінницького державного медичного університету. Після закінчення ординатури в 1997 р. працював лікарем-ординатором хірургічного відділення Хмельницького обласного госпіталю інвалідів Другої Світової війни. У 2002 році переведений на посаду заступника головного лікаря з медичної частини Хмельницького обласного госпіталю інвалідів Другої Світової війни.
В. Б. Докієн проводить велику роботу з розвитку та вдосконалення лікувальної справи. Займається практичною діяльністю, яка дає змогу покращити стан надання медичної допомоги людям похилого віку. Бере активну участь у роботі хірургічного товариства області. Виступає з доповідями на науково-практичних конференціях.
Віктор Докієн висококваліфікований фахівець, ініціативний та відповідальний керівник, здібний організатор.
За рік тут проходять оздоровлення близько 6,5 тисяч осіб, які потребують відновлюваного лікування. В складі закладу є фізіотерапевтичне відділення, кабінет електрогрязелікунання, електролікування, аерофітотерапія, електросну, спелеотерапії, інгаляторій, фітобар, зали лікувальної фізкультури, кабінети водолікування, а також стоматологічний кабінет. В госпіталі створено асі умови для лікування та відпочинку.
Віктор Борисович проживає у смт. Чорний Острів, Хмельницького району.

## Звання
У 2013 році присвоєно звання «Заслужений лікар України»

## Нагороди
Нагороджений Почесною грамотою Міністерства охорони здоров'я України; грамотами Управління охорони здоров'я Хмельницької обласної державної адміністрації та обласної ради, Української спілки ветеранів Афганістану.